# Station Chapel-En-Le-Frith
Chapel-En-Le-Frith is een spoorwegstation van National Rail in High Peak in Engeland. Het station is eigendom van Network Rail en wordt beheerd door Northern Rail.